# Người Canada gốc Hungary
Người Canada gốc Hungary (tiếng Anh: Hungarian Canadians, tiếng Hungary: kanadai magyarok) là những công dân Canada có nguồn gốc tổ tiên là người Hungary hoặc những người Hungary sinh sống tại và cư trú tại Canada. Theo Điều tra dân số năm 2016, có 348.085 người Canada có tổ tiên là người Hungary. Dân tộc thiểu số Hungary là nhóm sắc tộc lớn thứ 24 tại Canada. Phần lớn người Hungary nhập cư xảy ra sau Chiến tranh thế giới thứ hai, với làn sóng lên đến đỉnh điểm sau Cách mạng Hungary năm 1956 chống lại chế độ cộng sản, khi hơn 100.000 người tị nạn Hungary đến Canada. Cộng đồng người Canada gốc Hungary thuộc nhiều sắc tộc của đất nước; Canada là một trong năm quốc gia hàng đầu của người Hungary hải ngoại.